# 吉尔多·西奥派斯
吉尔多·西奥派斯（義大利語：Gildo Siorpaes，1938年1月12日—），意大利男子雪车运动员。他曾代表意大利参加1964年冬季奥林匹克运动会雪车比赛，联同欧金尼奥·蒙蒂、塞尔焦·西奥派斯和贝尼托·里戈尼获得男子四人铜牌。